# 大戈利亞特峰

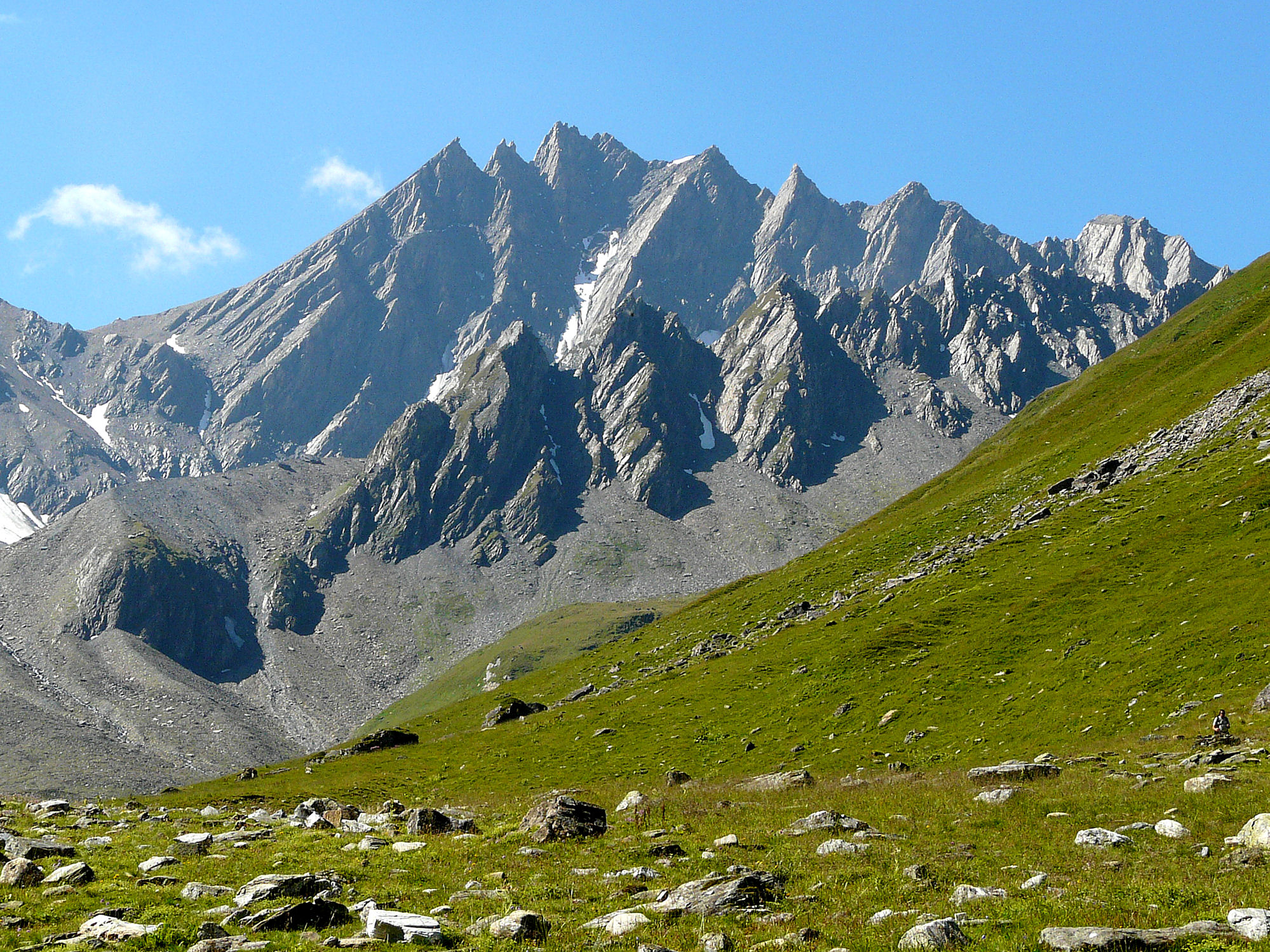

45°51′33.3″N 7°06′04.3″E / 45.859250°N 7.101194°E
大戈利亞特峰（義大利語：Grand Golliat），是歐洲的山峰，位於意大利和瑞士接壤的邊境，屬於本寧阿爾卑斯山脈的一部分，海拔高度3,238米，每年平均降雨量1,303毫米。